# Hypulia impervisata
Hypulia impervisata är en fjärilsart som beskrevs av Walker 1862. Hypulia impervisata ingår i släktet Hypulia och familjen mätare. Inga underarter finns listade i Catalogue of Life.